# Rusty Smith (Basketballspieler)
Rusty Smith ist ein ehemaliger US-amerikanischer Basketballspieler und -trainer.

## Leben
Der zwei Meter große Smith spielte erst bis 1971 Basketball an der Aviation High School in Redondo Beach, dann am El Camino College im Großraum Los Angeles sowie anschließend von 1974 bis 1976 an der Montana State University in der ersten NCAA-Division. Smith bestritt 51 Spiele für Montana State, stand dabei 50 Mal in der Anfangsaufstellung und erzielte im Durchschnitt 13,6 Punkte sowie 9,7 Rebounds je Begegnung. Er wechselte ins Profilager und spielte in Deutschland: 1977/78 verstärkte er den TuS Aschaffenburg in der Basketball-Bundesliga. Mit dem Hamburger TB stieg er 1978/79 von der 2. Basketball-Bundesliga in die Basketball-Bundesliga auf. Auch in der höchsten bundesdeutschen Spielklasse gehörte der US-Amerikaner in der Saison 1979/80 dann zum Aufgebot der Hamburger. In seiner Hamburger Zeit war Smith beruflich im Unternehmen von Fritz Engelking, dem Mäzen des HTB, tätig. Im Anschluss an sein zweites Jahr in Hamburg ging Smith nach Aschaffenburg (mittlerweile in der Regionalliga) zurück. Insgesamt spielte er drei Jahre lang für den TuS.
1983 ging er in die Vereinigten Staaten zurück und arbeitete zunächst sieben Jahre als Assistenztrainer der Basketballmannschaft der California State University, Northridge. Gleichzeitig brachte er dort sein Studium im Fach Sport zu Ende und ließ ein Sportpsychologiestudium folgen. 1990 wurde Smith Assistenztrainer an der Eastern Washington University und blieb dort fünf Jahre. 1995 trat er das Amt des Co-Trainers an der University of California at Riverside an, 2001 wechselte er als Cheftrainer der Basketballmannschaft ans College of the Sequoias und übernahm an der Hochschule zudem einen Lehrauftrag in Sport und Gesundheit. Im März 2019 gab er seinen Rücktritt als Trainer bekannt. Kein Trainer des College of the Sequoias vor ihm hatte die Mannschaft zu mehr Siegen geführt, Smith feierte in seiner Amtszeit 352 Siege, 205 Spiele verlor er mit der Mannschaft. Zweimal errang die Hochschulmannschaft unter seiner Leitung den Meistertitel in der Central Valley Conference. 58 seiner Spieler wechselten vom College of the Sequoias an Universitäten der ersten NCAA-Division.